# Атребати

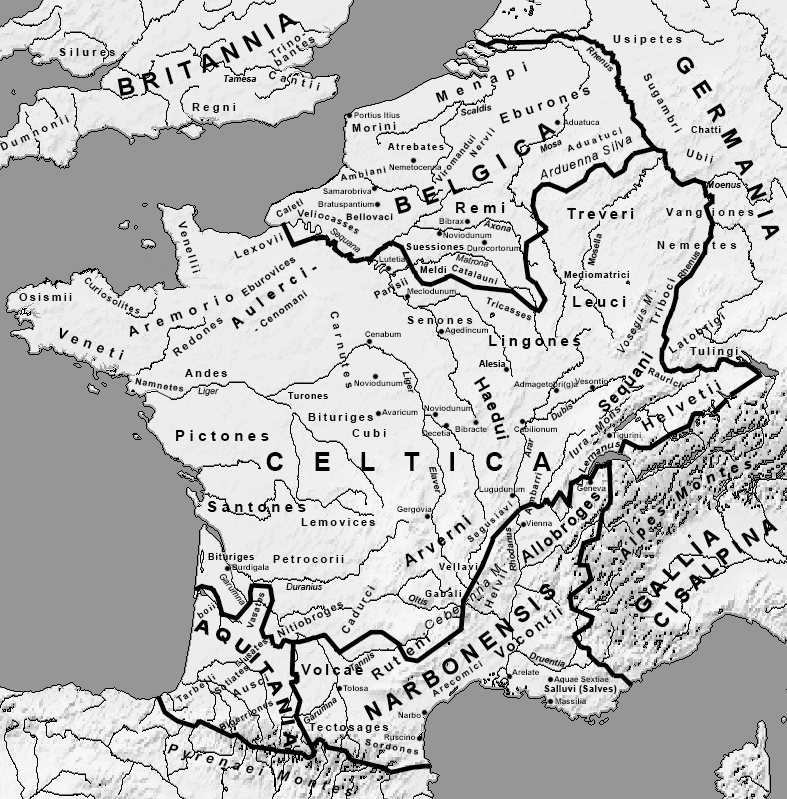
Атребати перед переселенням до Південної Британії

Атребати (англ. Atrebates) — кельтське плем'я в Британії, що мігрувало з Галлії. Назва племені зі староірландської мови означає «житель». Існує припущення, що назва племені «атребати» могла бути призначена для позначення народу землі для контрасту із сусідніми прибережними морінами — «люди моря».

## Атребати в Галлії
У Галльський період атребатів вони населяли сучасний Артуа в північній Франції. Їхня столиця називалася Неметоценна (Nemetocenna), пізніше названа Неметакум (Nemetacum) або Неметакон (Nemetacon) (Неметон). Сьогоднішнє місто Аррас, Па-де-Кале — є результатом фонетичної еволюції від «атребати» і замінив оригінальну назву в пізній Імперії. Відповідно до відомої традиції в Галлії (наприклад: Париж, Ам'єн, Лізьє, Бає та ін.) Артуа також є результатом різних фонетичних еволюцій від «атребати».
У 57 році до н. е. атребати були частиною військового альянсу Белгіки контингентом в 15000 воїнів у відповідь на завоювання в Галлії Юлія Цезаря. Але союз цей був недовготривалим, через що Цезар виступив проти декількох племен і домоглися їх покори.
Атребати згодом приєдналися до нервіїв і віромандуїв та напали на Цезаря в битві на Сабісі, але були переможені. Таким чином, після завоювання атребатів, Юлій Цезар призначив одного зі своїх співвітчизників, Коммія їхнім королем. Коммій брав участь у двох експедиціях Цезаря в Британію в 55 і 54 роках до н. е. і домовився про капітуляцію Кассівелауна. В обмін на свою лояльність, йому також була надана влада над морінами. Проте пізніше він пішов проти римлян і приєднався до повстання на чолі з Верцингеториксом в 52 році до н. е. Після поразки Верцингеторикса в облозі Алезії, Коммій, з метою уникнути подальших зіткнень з римлянами, уклав перемир'я з Марком Антонієм, і в кінцевому результаті втік до Англії з групою послідовників. Тим не менш, він, здається, зберіг деякий вплив у Галлії: після поразки Коммія були знайдені монети з його ім'ям в парі з Гарманосом або Карсіціосом, які, можливо, були його синами.
Птолемей у своїй «Географії» позначав місто Метакум (Metacum) в провінції Белгіка на березі річки Секвана або Сена містом атребатів.

## Атребати в Британії

Територія атребатів

Незабаром Коммій став королем атребатів у Британії, де заснував їхнє царство з центром у місті Каллева Атребатум (суч. Сілчестер (англ. Silchester — Вербова фортеця)). Жили вони по обидва боки Темзи. Їхня територія включала сучасний Гемпшир, Західний Суссекс і Суррей. Вони межували на півночі з добуннами та катувеллаунами, з яким часто ворогували, на сході — з регніями, і на півдні — з белгами.
Переміщення атребатів до Британії не було масовим. Археолог Баррі Канліфф (Barry Cunliffe) стверджує, що вони включили в себе декілька місцевих племен, можливо, з деяким белгським впливом на них. Цілком можливо, що назва «атребати», як і багато «племінних» назв в цей період, відноситься тільки до правлячого дому або династії, а не до етнічної групи. Коммій і його послідовники, після прибуття до Британії, можливо, створили центр королівства та поступово розширили свою сферу впливу, створивши прото-державу. Однак під час першої експедиції Цезаря в Британію в 55 році до н. е., після того, як римська кавалерія не змогла перетнути Ла-Манш, у Коммія була можливість забезпечити невелику групу вершників зі свого народу, що свідчить про те, що він, можливо, вже мав родичів у Британії в той час. Після цього атребати були визнані Римом.

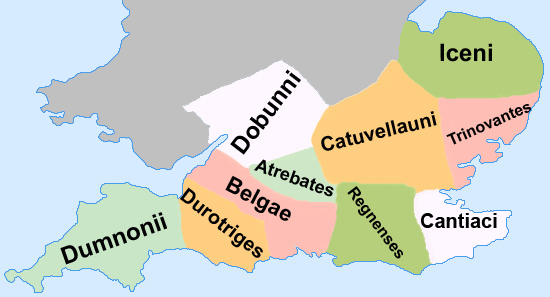
Кельтські племена-сусіди атребатів у Британії.

Монети з написом «Коммій» випускалися в Каллеві з 30 років до н. е. по 20 роки до н. е. Деякі монети з грифом «COM COMMIOS»: у перекладі це виглядає як «Коммій син Коммія», і з урахуванням тривалості життя, можна прийти до висновку, що існувало два короля — батько і син під тим же ж ім'ям.
Три пізніших королі британських атребатів на монетах називали себе як сини Коммія: Тінкомар, Епілл і Веріка. Тінкомар, здається, правив спільно з батьком з 25 року до н. е. до смерті Коммія в 20 році до н. е. Після цього, Тінкомар правив північною частиною королівства з центром у Каллеві, а Епілл правив південною половиною з центром в Новіомагусі (Noviomagus — суч. Чичестер). Нумізматичні та інші археологічні дані свідчать про те, що Тінкомар був більше з про-римською позицію, ніж його батько, і Джон Крейтон (John Creighton) вважає з зображення на монетах, що він був вихований як дипломатичний заручник у Римі в імператора Августа.

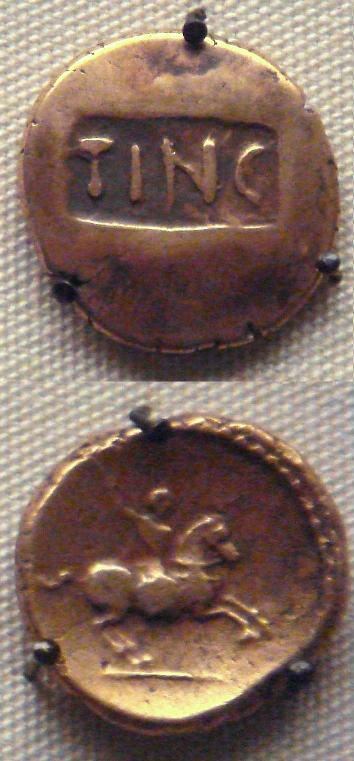
Тінкомар — король атребатів.

У 7 році Тінкомар разом з королем триновантів та кантіїв Дубновеллауном був прохачем перед Августом через міжусобицю зі своїм братом Епіллом, який повалив Тінкомара.
Приблизно в 15 році, Епілла змінив Веріка (приблизно в той же час, король на ім'я Епілл став правителем кантіїв в Кантії (Кент)). Але царство Веріки було притиснуте розширенням катувеллаунів Кунобеліна. Каллева була захоплена братом Кунобеліна Епатіком приблизно в 25 році. Веріка відвоював деяку територію після смерті Епатіка близько 35 року, але син Кунобеліна Каратак розпочав нову військову кампанію і на початку 40-х років атребати були завойовані. Веріка втік до Риму, давши новому імператору Клавдію привід для римського завоювання Британії.
Після римського завоювання, частина земель атребатів була відділена регніям на чолі з Тиберієм Клавдієм Когідубнієм, який, можливо, був сином Веріки.

## Вожді атребатів
- Коммій Старший (Commius), (57 — 20(?) до н. е.)
- Коммій Молодший (?) (Commius), (35 — 20 до н. е.)
- Тінкомар (Tincomarus), (25 до н. е. — 7), син Коммія II
- Епілл (Eppillus), (8 — 15), брат Тінкомара, син Коммія II
- Веріка (Verica), (15 — 43), брат Епілла, син Коммія II

землі були анексовані Римською імперією